# Margarodes williamsi
Margarodes williamsi är en insektsart som först beskrevs av Jakubski 1965.  Margarodes williamsi ingår i släktet Margarodes och familjen pärlsköldlöss.
Artens utbredningsområde är Ghana. Inga underarter finns listade i Catalogue of Life.